# Paul Adelman
Paul Adelman est un historien britannique né en 1925 spécialisé dans l'histoire politique britannique du XIXe siècle et de la première moitié du XXe,,.

## Éducation
Adelman est diplômé de l’Université de Cambridge.

## Carrière
Il est un ancien professeur d'histoire à l'Université de Kingston,.